# Taekwondo tại Đại hội Thể thao Đông Nam Á 2001
Taekwondo tại Đại hội Thể thao Đông Nam Á năm 2001 diễn ra từ ngày 9 đến 12 tháng 9 năm 2001 tại Nhà thi đấu Trong nhà Trung tâm Pasir Gudang, Johor, Malaysia.
Chương trình thi đấu bao gồm nội dung đối kháng cá nhân, phân chia theo các hạng cân:
- Nam: Finweight (‑54 kg), Fly (‑58 kg), Bantam (‑62 kg), Feather (‑67 kg), Lightweight (‑72 kg), Half‑Heavyweight (‑78 kg), Middleweight (‑84 kg), Heavyweight (+84 kg).
- Nữ: Finweight (‑47 kg), Fly (‑51 kg), Bantam (‑55 kg), Feather (‑59 kg), Lightweight (‑63 kg), Welter (‑67 kg), Middle (‑72 kg), Heavyweight (+72 kg).

Đoàn thể thao Việt Nam giành vị trí nhất toàn đoàn với 4 huy chương vàng.

## Tóm tắt kết quả

### Nam
| Hạng cân                  | Vàng                              | Bạc                                | Đồng                            |
| ------------------------- | --------------------------------- | ---------------------------------- | ------------------------------- |
| Fin Weight (-54kg)        | Roberto Cruz · Philippines        | Shahidin Shah Farook · Malaysia    | Wissanu Panprom · Thái Lan      |
| Fin Weight (-54kg)        | Roberto Cruz · Philippines        | Shahidin Shah Farook · Malaysia    | Inosensius Ebertus · Indonesia  |
| Fly Weight (-58 kg)       | Ussadate Sutthikunkarn · Thái Lan | Satriyo Rahadhani · Indonesia      | Edwin Gerard Lam · Singapore    |
| Fly Weight (-58 kg)       | Ussadate Sutthikunkarn · Thái Lan | Satriyo Rahadhani · Indonesia      | Trần Nhật Nam · Việt Nam        |
| Bantam Weight (-62 kg)    | Derry Dharmansyah · Indonesia     | Jutapol Yodanya · Thái Lan         | Benjamin Raj · Malaysia         |
| Bantam Weight (-62 kg)    | Derry Dharmansyah · Indonesia     | Jutapol Yodanya · Thái Lan         | Manuel Rivero · Philippines     |
| Feather Weight (-67 kg)   | S. Sarawanan · Malaysia           | Si Thu Win · Myanmar               | Punya Dissoi · Thái Lan         |
| Feather Weight (-67 kg)   | S. Sarawanan · Malaysia           | Si Thu Win · Myanmar               | Jefferthom Go · Philippines     |
| Light Weight (-72 kg)     | U Thit Lwin · Myanmar             | Donald David Geisler · Philippines | Saneh Jaritruam · Thái Lan      |
| Light Weight (-72 kg)     | U Thit Lwin · Myanmar             | Donald David Geisler · Philippines | Bayu Firmansyah · Indonesia     |
| Half heavyweight (-78 kg) | Kriangkrai Noikerd · Thái Lan     | Basuki Nugroho · Indonesia         | Zaw Myo Win · Myanmar           |
| Half heavyweight (-78 kg) | Kriangkrai Noikerd · Thái Lan     | Basuki Nugroho · Indonesia         | Đoàn Trọng Sinh · Việt Nam      |
| Middle Weight (-84 kg)    | Phan Tấn Đạt · Việt Nam           | Rosandi · Indonesia                | Meng Sokry · Campuchia          |
| Middle Weight (-84 kg)    | Phan Tấn Đạt · Việt Nam           | Rosandi · Indonesia                | Dax Alberto Morfe · Philippines |
| Heavy Weight (+84 kg)     | Nguyễn Văn Hùng · Việt Nam        | S.Vijendran · Malaysia             | Dindo Simpao · Philippines      |
| Heavy Weight (+84 kg)     | Nguyễn Văn Hùng · Việt Nam        | S.Vijendran · Malaysia             | Them Thavereak · Campuchia      |

### Nữ
| Hạng cân                | Vàng                                  | Bạc                                   | Đồng                            |
| ----------------------- | ------------------------------------- | ------------------------------------- | ------------------------------- |
| Fin Weight (-47 kg)     | Nguyễn Thị Huyền Diệu · Việt Nam      | Eva Marie Ditan · Philippines         | Kanjana Sutthiphaet · Thái Lan  |
| Fin Weight (-47 kg)     | Nguyễn Thị Huyền Diệu · Việt Nam      | Eva Marie Ditan · Philippines         | Khin Swee Oo · Myanmar          |
| Fly Weight (-51 kg)     | Nguyễn Thị Xuân Mai · Việt Nam        | Chatkaew Muttasuwan · Thái Lan        | Sengdeuane Bounleuth · Lào      |
| Fly Weight (-51 kg)     | Nguyễn Thị Xuân Mai · Việt Nam        | Chatkaew Muttasuwan · Thái Lan        | Juana Wangsa Putri · Indonesia  |
| Bantam Weight (-55 kg)  | Elaine Teo · Malaysia                 | Phạm Thị Phương Quyên · Việt Nam      | Jasmin Strachan · Philippines   |
| Bantam Weight (-55 kg)  | Elaine Teo · Malaysia                 | Phạm Thị Phương Quyên · Việt Nam      | Vorakorn Sinlapajarn · Thái Lan |
| Feather Weight (-59 kg) | Nootcharin Sukkhongdumnoen · Thái Lan | Kalindi Tamayo · Philippines          | Soo Lai Yin · Malaysia          |
| Feather Weight (-59 kg) | Nootcharin Sukkhongdumnoen · Thái Lan | Kalindi Tamayo · Philippines          | Voppy Trismawanty · Indonesia   |
| Light Weight (-63 kg)   | Veronica Domingo · Philippines        | Onyas Nurmala · Indonesia             | Piyaporn Dongnoi · Thái Lan     |
| Light Weight (-63 kg)   | Veronica Domingo · Philippines        | Onyas Nurmala · Indonesia             | Nguyễn Thị Kim Nga · Việt Nam   |
| Welter Weight (-67 kg)  | Ma Nelia Sy Ycasas · Philippines      | Duangsuda T-hasirikun · Thái Lan      | Lee Pei Fen · Malaysia          |
| Welter Weight (-67 kg)  | Ma Nelia Sy Ycasas · Philippines      | Duangsuda T-hasirikun · Thái Lan      | Nguyễn Thị Ngọc Trâm · Việt Nam |
| Welter Weight (-72 kg)  | Emerald Margareth · Indonesia         | Sally Solis · Philippines             | Hồ Thị Thanh Ôn · Việt Nam      |
| Welter Weight (-72 kg)  | Emerald Margareth · Indonesia         | Sally Solis · Philippines             | Lee Show Hui · Malaysia         |
| Heavy Weight (+72 kg)   | Che Chew Chan · Malaysia              | Margarita M-E Bonifacio · Philippines | Ertina Nopiyanti · Indonesia    |
| Heavy Weight (+72 kg)   | Che Chew Chan · Malaysia              | Margarita M-E Bonifacio · Philippines | Trần Thị Ngọc Bích · Việt Nam   |

## Bảng huy chương
| Hạng               | Đoàn               | Vàng | Bạc | Đồng | Tổng số |
| ------------------ | ------------------ | ---- | --- | ---- | ------- |
| 1                  | Việt Nam           | 4    | 1   | 6    | 11      |
| 2                  | Philippines        | 3    | 5   | 5    | 13      |
| 3                  | Thái Lan           | 3    | 3   | 6    | 12      |
| 4                  | Malaysia           | 3    | 2   | 4    | 9       |
| 5                  | Indonesia          | 2    | 4   | 5    | 11      |
| 6                  | Myanmar            | 1    | 1   | 2    | 4       |
| 7                  | Campuchia          | 0    | 0   | 2    | 2       |
| 8                  | Lào                | 0    | 0   | 1    | 1       |
| 8                  | Singapore          | 0    | 0   | 1    | 1       |
| Tổng số (9 đơn vị) | Tổng số (9 đơn vị) | 16   | 16  | 32   | 64      |